# Chordyna
Chordyna – białko, antagonista białek morfogenetycznych kości, złożone z czterech niewielkich domen bogatych w cystynę. Jego funkcja pozostaje niejasna. Po raz pierwszy znaleziono ją u platany szponiastej jako białko kluczowe dla rozwoju, odpowiedzialne za dorsalizację wczesnych tkanek zarodkowych u kręgowców. Polipeptyd liczy sobie 941 reszt aminoacylowych, osiągając masę 120 kDa. Wprowadza dorsalizację w rozwijającym się zarodku poprzez wiązanie czynników wentralizujących z nadrodziny TGF-β, jak białka morfogenetyczne kości. Wiąże bezpośrednie choćby białko BMP-4. Przypuszczalnie, może również pełnić pewną rolę w organogenezie. Wyróżniono 5 izoform tego białka, które powstają na drodze alternatywnego splicingu.
U myszy chordyna nie ulega ekspresji w przedniej endodermie trzewnej. Wykazano też, że jest niezbędna dla rozwoju przodomózgowia. U rozwijających się myszy z niedoborem chordyny i białka noggin prawie nie następuje rozwój głowy. Jest to o tyle ważne spostrzeżenie, że w przypadku braku jedynie białka noggin głowa tworzy się, choć występują niewielkie defekty.
U ludzi chordynę koduje gen CHRD.
Chordyna bierze udział również w gastrulacji u ptaków. Ulega ekspresji w przednich komórkach struktury określanej po angielsku Koller's sickle ("sierpem Kollera"), z której pochodzą przednie komórki smugi pierwotnej, struktury kluczowej dla procesu gastrulacji.